# Aluminijev klorid
Aluminijev klorid je anorganska spojina s formulo AlCl3. Sol je bele barve, vendar je pogosto onečiščena z železovimi solmi in zato rumeno obarvana. Ima nizko tališče in vrelišče in že pri 178 °C. Uporablja se predvsem za proizvodnjo kovinskega aluminija, velike količine pa se porabijo tudi v kemični industriji. Spojina se pogosto uporablja kot Lewisova kislina. Je ena od redkih anorganskih spojin, ki pri zmerni temperaturi krekira polimere, se pravi da jih pretvarja nazaj v monomere. 

## Struktura
Aluminijev klorid ima tri različne strukture, odvisno od temperature in agregatnega stanja. Trdni aluminijev klorid je zgrajen iz listastih, gosto pakiranih kubičnih skladov. Centri Al3+ imajo oktaedrično koordinacijsko geometrijo. V talini obstaja kot dimer Al2Cl6  s tetraedrično koordiniranim Al3+.  Sprememba strukture zmanjša gostoto tekoče faze (1,78 g/cm3) v primerjavi s trdno (2,48 g/cm3). Dimeri se pojavljajo tudi v plinski fazi. Pri višjih temperaturah disociirajo v trikotni ploski AlCl3, ki je strukturno analogen BF3. Za razliko od drugih ionskih halogenidov, na primer natrijevega klorida, talina aluminijevega klorida slabo prevaja električni tok.

## Reakcije
Brezvodni aluminijev klorid je močna Lewisova kislina, ki tvori kislo-bazične adukte tudi s šibkimi Lewisovimi bazami kot sta benzofenon in mesitilen (1,3,5-trimetilbenzen). V prisotnosti kloridnih ionov (Cl-) tvori tetrakloroaluminate AlCl−
4.  
S kalcijevim in magnezijevim hidridom v tetrahidrofuranu tvori  tetrahidroaluminate. 

### Reakcije z vodo
Aluminijev klorid je higroskopen in ima zelo izraženo afiniteto do vode. V vlažnem zraku se dimi, pri mešanju z vodo pa sika, ker ione Cl- v kristalni rešetki izpodrine H2O in tvori heksahidrat AlCl3•6H2O.  Nastali heksahidrat pri segrevanju razpade, pri čemer nastaneta aluminijev hidroksid in plinast vodikov klorid:
Al(H2O)6Cl3 → Al(OH)3 + 3 HCl + 3 H2O
Pri približno 400 °C aluminijev hidroksid razpade v aluminijev oksid:
2 Al(OH)3 → Al2O3 + 3 H2O
Vodna raztopina AlCl3 je ionska in zato dobro prevaja električni tok. Raztopina je kisla, kar kaže na delno hidrolizo iona Al3+. Reakcijo se lahko zapiše z naslednjo poenostavljeno enačbo:
[Al(H2O)6]3+ ⇌ [Al(OH)(H2O)5]2+ + H+
Vodne raztopine aluminijevega klorida se obnašajo podobno kot raztopine drugih aluminijevih soli. Vsebujejo hidrirane ione Al3+, ki z razredčenim natrijevi hidroksidom tvorijo želatinasto oborino aluminijevega hidroksida: 
AlCl3 + 3 NaOH → Al(OH)3 + 3 NaCl

## Pridobivanje
Aluminijev klorid se industrijsko proizvaja iz kovinskega aluminija in klora ali vodikovega klorida pri 650-750 °C. Reakcija je eksotermna:
2 Al + 3 Cl2 → 2 AlCl3
Hidrirani aluminijev klorid se pripravlja z raztapljanjem aluminijevega oksida v klorovodikovi kislini:
Al2O3 + 6 HCl → 2 AlCl3 + 3 H2O
Nastaja tudi z raztapljanjem aluminija, pri čemer se sprošča plinasti vodik in znatna količina toplote:
2 Al + 6 HCl → 2 AlCl3 + 3 H2
S segrevanjem nastalega produkta se ne more proizvesti brezvodnega AlCl3, ker heksahidrat pri približno 300 °C razpade v aluminijev oksid in vodikov klorid:
2 AlCl3 + 3 H2O → Al2O3 + 6 HCl
Aluminij tvori tudi nižje kloride, na primer aluminijev(I) klorid (AlCl), ki je zelo nestabilen in obstaja samo v plinski fazi.

## Uporaba

### Brezvodni AlCl3
AlCl3 je verjetno najmočnejša in najpogosteje uporabljena Lewisova kislina. V kemični industriji se uporablja kot katalizator v alkilacijskih in acilacijskih Friedel-Craftsovih reakcijah. Pomembni produkti so detergenti in etilbenzen.  Uporablja se tudi v polimerizacijskih in izomerizacijskih reakcijah ogljikovodikov.
Friedel–Craftsova reakcija je največji porabnik AlCl3,  na primer za sintezo antrakinona, ki je surovina za industrijo  barvil in fosgena.  Friedel–Craftsova reakcija je reakcija acil klorida ali alkil halida z aromatskim sistemom:
Alkilacija se uporablja bolj pogosto kot acilacija, četudi je tehnično bolj zahtevna, ker je počasnejša. V obeh reakcijah morajo biti aluminijev klorid in drugi reaktanti in strojna oprema popolnoma suhi, čeprav so sledovi vode potrebni za nadaljevanje reakcije. Splošen problem Friedel–Craftsove reakcije je, da mora biti aluminijev klorid v nekaterih primerih zaradi tvorjenja kompleksov dodan v popolnoma stehiometričnih razmerjih. Posledica tega je velika količina korozivnega odpada, kar je eden od razlogov za iskanje bolj zaokroženih in okolju prijaznejših postopkov. Aluminijev klorid so v nekaterih primerih že zamenjali zeoliti. 
Aluminijev klorid se uporavlja tudi za uvedbo aldehidnih skupin na aromatski obroč. Gattermann-Kochova reakcija v ta namen uporablja ogljikov monoksid,  vodikov klorid in bakrov(I) klorid kot kokatalizator:
Aluminijev klorid ima v organski kemiji še več drugih  aplikacij. Med drugim lahko katalizira ensko reakcijo kot je adicija 3-buten-2-ona (metil vinil keton) v karvon (monociklični monoterpen keton):
AlCl3 se na veliko uporablja tudi za polimerizacijske in izomerizacijske reakcije ogljikovodikov. Pomembna primera sta proizvodnja etilbenzena, ki se uporablja za proizvodnjo stirena in nato polistirena, in proizvodnja dodecilbenzena, ki je surovina za proizvodnjo detergentov.
Aluminijev klorid v kombinnaciji z aluminijem se v prisotnosti arenov lahko uporablja za sintezo bis(arenskih) kovinskih kompleksov, na primer bis(benzen)kroma. 

### Hidrirani aluminijevi kloridi
Nekaj aplikacij ima heksahidrat, aluminijev klorohidrat v nizkih koncentracijah pa je običajna sestavina deodorantov. Prekomerno potenje zahteva mnogo višje koncentracije (12 % ali več).

## Simetrije in diplolni moment
Monomerni aluminijev klorid spada v točkovno skupino D3h, dimerni pa v D2h. Nobeden nima dipolnega momenta, ker se dipoli kemijskih vezi medsebojno izničijo. 

## Varnost
Brezvodni aluminijev klorid burno reagira z bazami, zato se mora z njim previdno ravnati. Pri stiku z očmi, kožo in dihali povzroča draženje. Spojina spada med nevrotoksine.